# إعصار ألين 1980
كان إعصار ألين إعصاراً قويًا للغاية، بدأ في الرأس الأخضر في أغسطس 1980 وأثّر على منطقة البحر الكاريبي وشرق وشمال المكسيك وجنوب تكساس. كان أول عاصفة مسماة وثاني إعصار استوائي في موسم الأعاصير الأطلسية لعام 1980، وكان سادس أشد إعصار أطلسي مسجل من حيث الضغط الجوي، بعد إعصار ميلتون وإعصار ريتا وإعصار عيد العمال عام 1935 وإعصار جيلبرت وإعصار ويلما. كان أحد الأعاصير القليلة التي وصلت إلى حالة الفئة الخامسة على مقياس سافير-سيمبسون للأعاصير في ثلاث حالات، وقضى وقتًا أطول كفئة 5 من جميع الأعاصير الأطلسية الأخرى باستثناء اثنين. يعد ألين الإعصار الوحيد في التاريخ المسجل لحوض الأطلسي الذي حقق رياحًا مستدامة بلغت سرعتها 190 ميلاً في الساعة (305 كم / ساعة)، مما يجعله أقوى إعصار أطلسي من حيث سرعة الرياح. وحتى حدوث إعصار باتريشيا في عام 2015، كانت هذه أيضًا أقوى الرياح المستمرة في نصف الكرة الغربي. وكان إعصار ألين أيضًا ثالث أقوى إعصار استوائي موجود في خليج المكسيك، بعد إعصاري ميلتون وريتا المذكورين أعلاه.
طوال فترة نشاطه، تحرّك إعصار ألين عبر المناطق الاستوائية العميقة في مسار من الغرب إلى الشمال الغربي عبر المحيط الأطلسي الاستوائي والبحر الكاريبي وخليج المكسيك قبل أن يصل إلى اليابسة بالقرب من الحدود بين الولايات المتحدة والمكسيك. وفي ذروة قوته، مر بالقرب من هايتي، مما تسبب بمئات الوفيات وأحدث أضراراً جسيمة. بعد عبور خليج المكسيك، ضعف ألين عندما ضرب ساحل تكساس السفلي، مسبّباً رياح شديدة وعاصفة عاتية وهطول أمطار غزيرة، نتج عنها أضرار في جنوب تكساس. بشكل عام، قتل ألين ما لا يقل عن 269 شخصًا وخلف أضرارًا بلغت 1.57 مليار دولار (1980 دولارًا أمريكيًا)، معظمها داخل الولايات المتحدة وهايتي. بسبب تأثيره، تم حذف اسم ألين من القائمة الدوارة لمدة ست سنوات لأسماء الأعاصير المدارية الأطلسية في عام 1981 وتم استبدال الاسم باسم أندرو. ومع ذلك، تم حذف اسم أندرو لاحقًا بعد إعصار أندرو في موسم 1992. تسببت بقايا العاصفة في توقف قصير لموجة الحر التي حدثت عام 1980 في أماكن مثل دالاس/فورت وورث، تكساس، والتي سجلت 69 يوماً من الحرارة التي بلغت 100 درجة فهرنهايت (38 درجة مئوية).

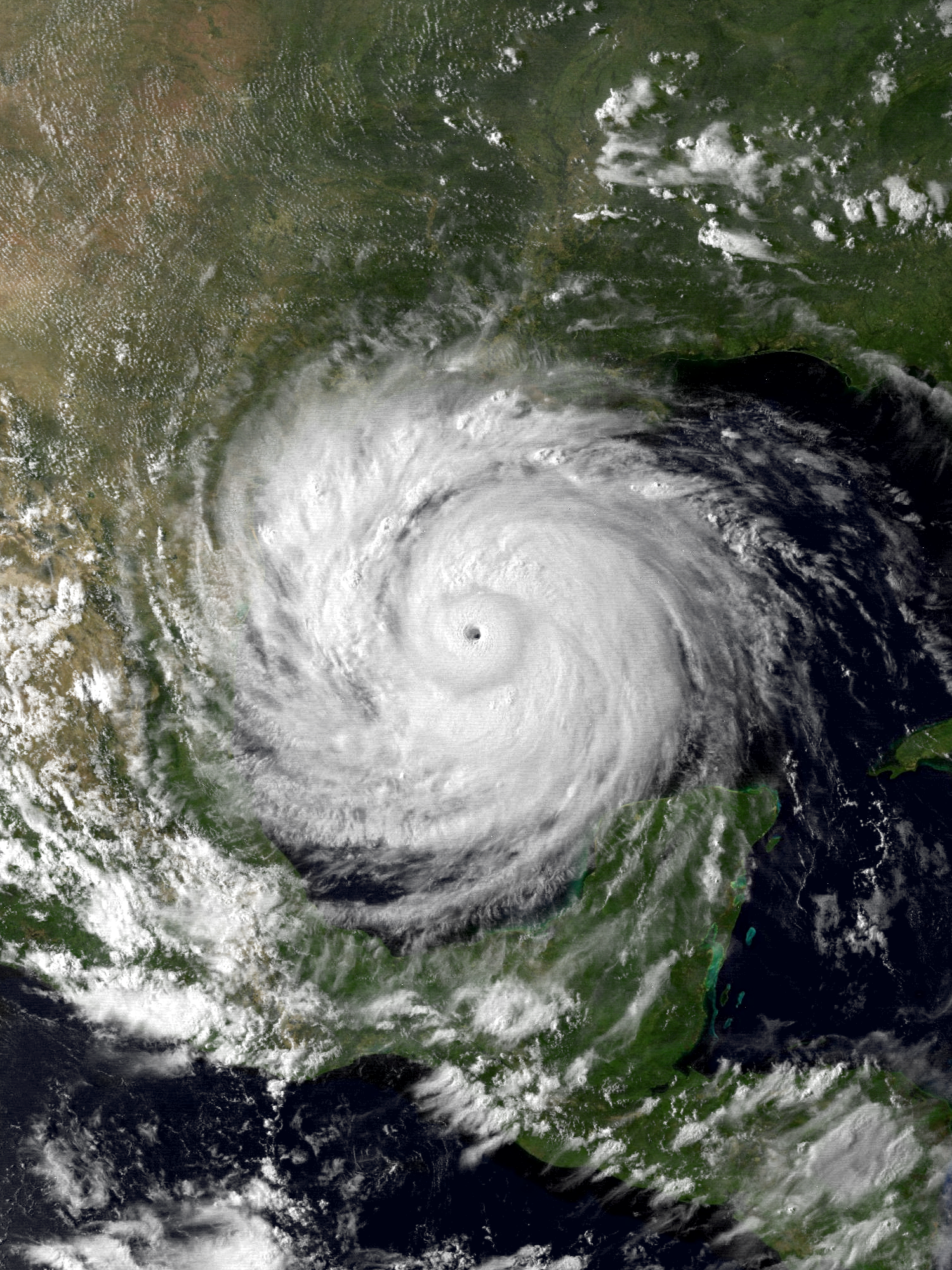
إعصار ألين في خليج المكسيك في 8 أغسطس.

## التأثير
| البلد                     | الوفيات | الأضرار     | المصدر      |
| ------------------------- | ------- | ----------- | ----------- |
| بربادوس                   | لا يوجد | $6 مليون    | [ 4 ]       |
| جزر كايمان                | لا يوجد |             | [ 5 ]       |
| كوبا                      | 3       |             | قالب:EM-DAT |
| جمهورية الدومينيكان       | 7       | $47 مليون   | [ 6 ]       |
| غرينادا                   | لا يوجد | $5.3 مليون  | [ 6 ]       |
| غوادلوب                   | 1       | Unknown     | [ 5 ]       |
| هايتي                     | 220     | $400 مليون  | [ 4 ] [ 7 ] |
| جامايكا                   | 8       | $100 مليون  | [ 4 ]       |
| مارتينيك                  | لا يوجد | $68 مليون   | [ 6 ]       |
| المكسيك                   | لا يوجد | لا يوجد     | [ 7 ]       |
| سانت لوسيا                | 6       | $235 مليون  | [ 4 ]       |
| سانت فينسنت وجزر غرينادين | لا يوجد | $16.3 مليون | [ 6 ]       |
| الولايات المتحدة          | 6       | $630 مليون  | [ 7 ] [ 8 ] |
| خارج البلاد               | 17      | $60 مليون   | [ 7 ]       |
| المجموع                   | 269     | $1.57 مليار |             |

تسبب إعصار ألين في أضرار تقدر بأكثر من مليار دولار (1980 دولارًا أمريكيًا) وأسفر عن مقتل ما لا يقل عن 269 شخصًا طوال مساره (بما في ذلك الوفيات غير المباشرة).

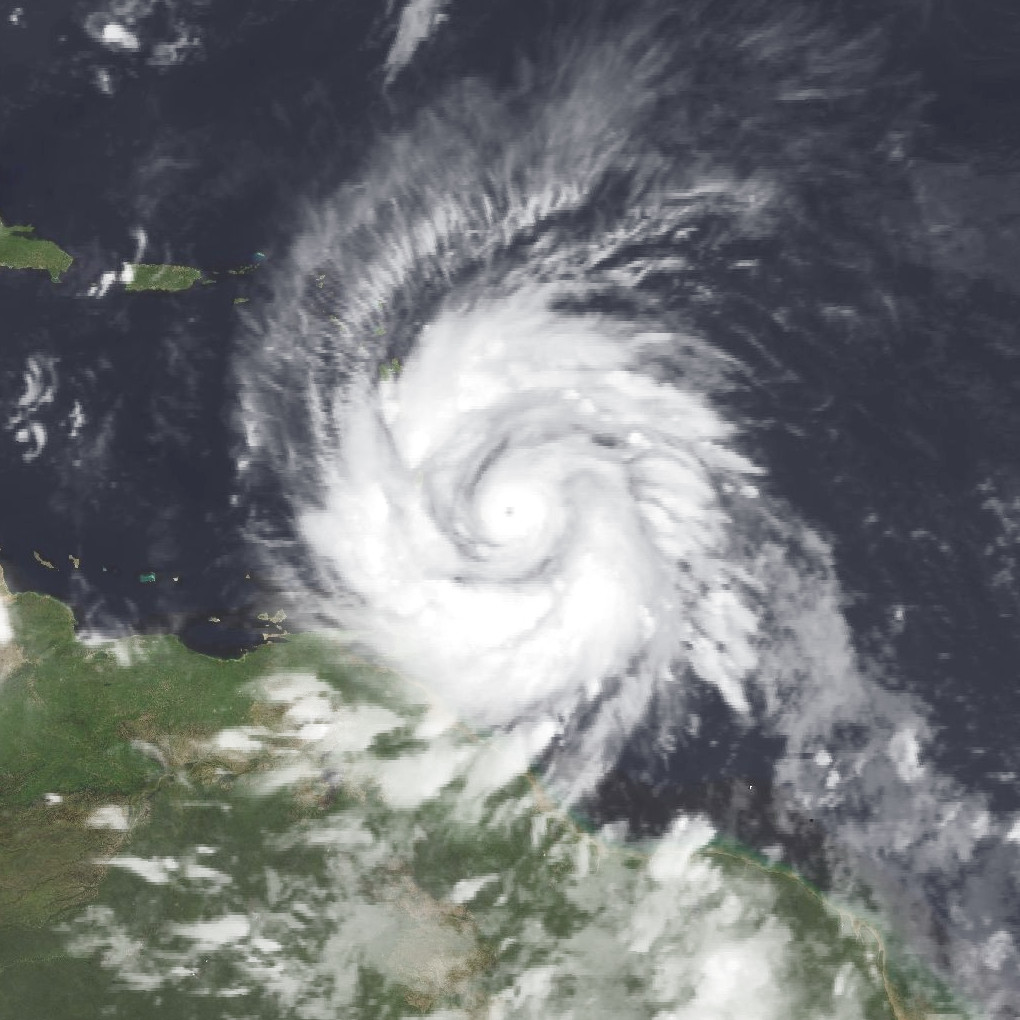
إعصار ألين يمر عبر جزر ويندوارد كإعصار قوي من الفئة الثالثة في الرابع من أغسطس.

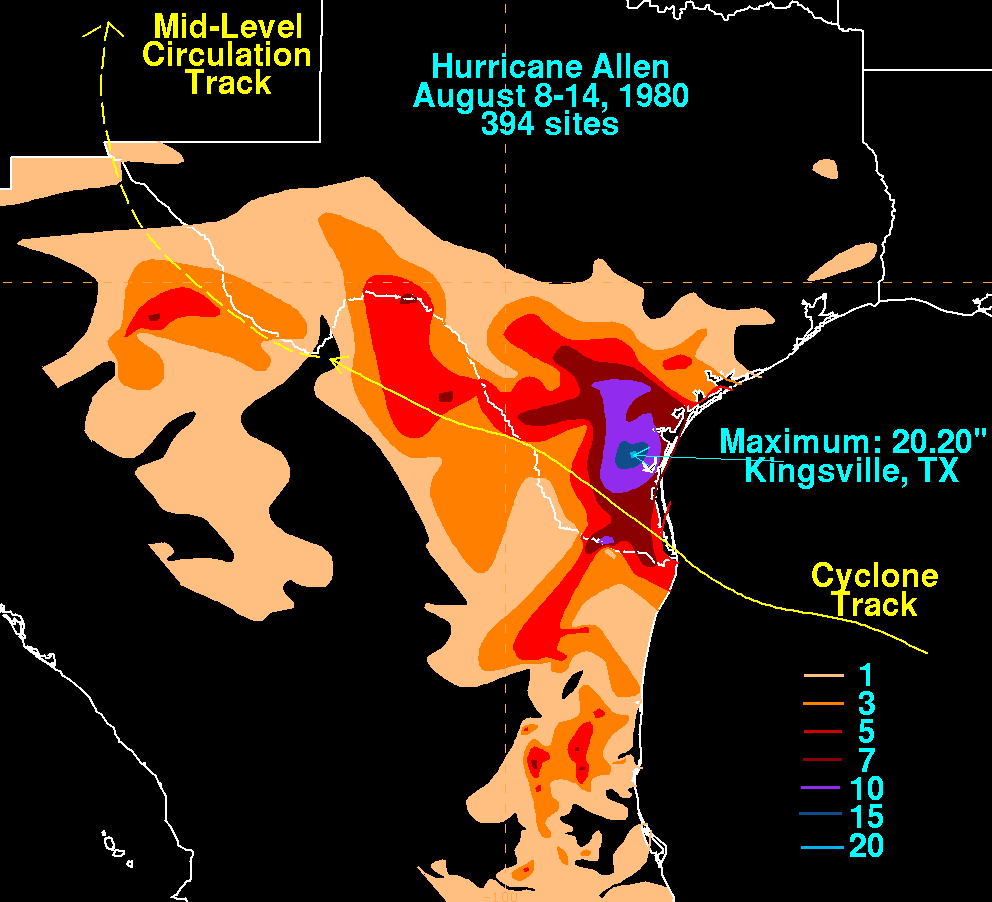
أمطار إعصار ألين في تكساس والمكسيك.

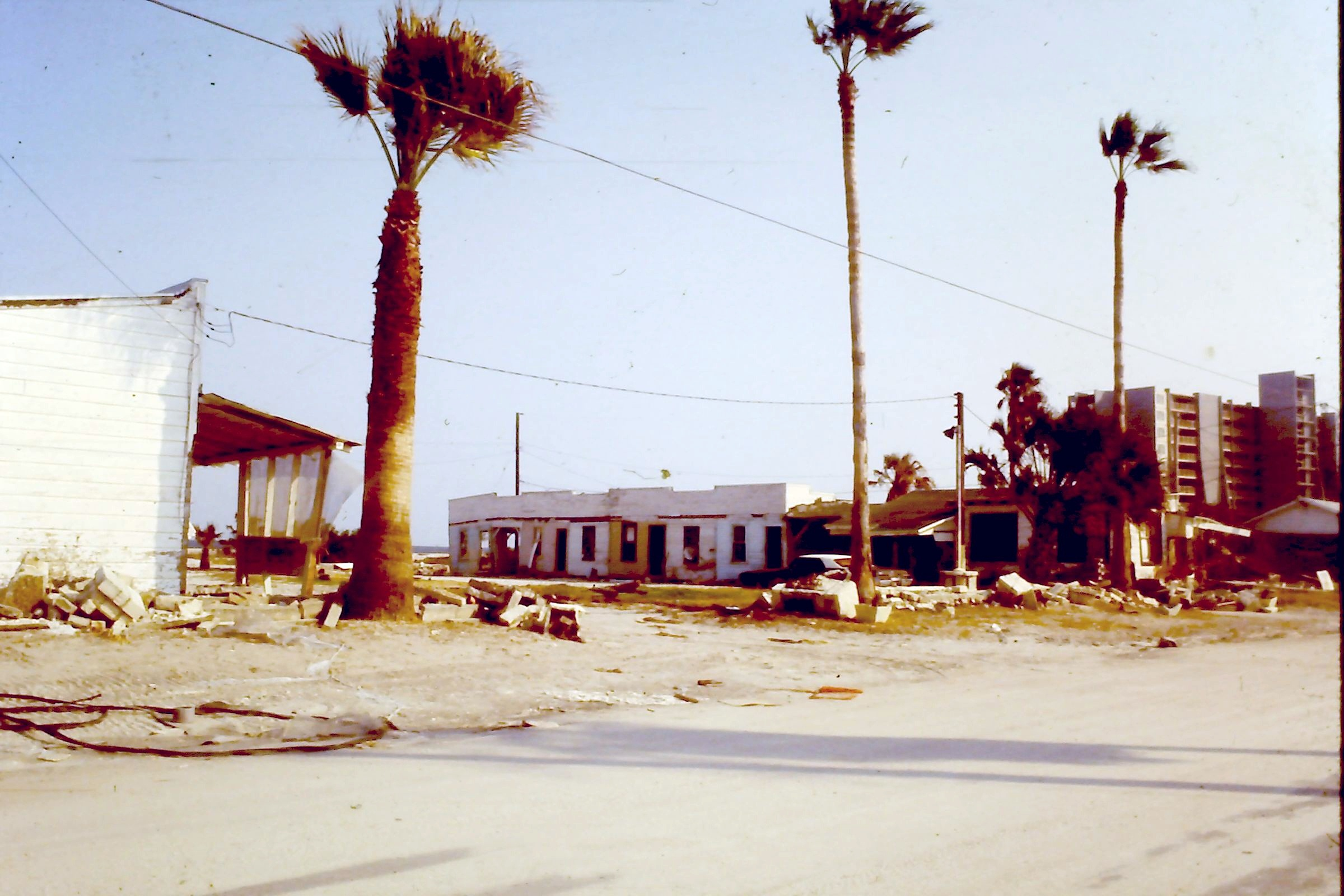
آثار الدمار في كوربوس كريستي، تكساس بعد إعصار ألين.